# Monomorium imerinense
Monomorium imerinense är en myrart som beskrevs av Auguste-Henri Forel 1892. Monomorium imerinense ingår i släktet Monomorium och familjen myror. Inga underarter finns listade i Catalogue of Life.